# Massongy
Massongy é uma comuna francesa na região administrativa de Auvérnia-Ródano-Alpes, no departamento da Alta Saboia. Estende-se por uma área de 9 km². Em 2010 a comuna tinha 1 567 habitantes (densidade: 174,1 hab./km²).